# Igor Barát
Igor Barát (ur. 1966) – słowacki dziennikarz i ekonomista.
Przez dwa semestry studiował na Uniwersytecie Komeńskiego w Bratysławie na kierunku dziennikarstwo, ale studia skończył w Moskiewskim Państwowym Instytucie Stosunków Międzynarodowych na Wydziale Dziennikarstwa Międzynarodowego. W zawodzie pracował przez wiele lat będąc związanym ze słowacką telewizją publiczną, m.in. jako szef działu zagranicznego.
W latach 2003–2007 rzecznik prasowy Narodowego Banku Słowacji, w okresie 2007 – 2009 był pełnomocnikiem rządu Republiki Słowackiej ds. wprowadzenia euro. Od października 2009 jest członkiem zarządu Poštová banka, banku pocztowego na Słowacji.
Posługuje się biegle językiem angielskim.